# Kamar de los Reyes
Kamar de los Reyes Palau (San Juan, 8 de noviembre de 1967-Los Ángeles, California, 24 de diciembre de 2023) fue un actor puertorriqueño. Fue conocido por interpretar a Antonio Vega en la telenovela One Life to Live y a Raul Menendez, el antagonista principal del videojuego de 2012 Call of Duty: Black Ops II.
Su carrera inició como un boxeador chicano en la producción de 1994 Blade to the Heat. Un año después apareció en la obra de Shakespeare The Tempest. En 1997 fue nombrado en la lista "Fabulosos 50" de la revista People.

## Vida personal
Fue hijo del percusionista cubano Walfredo de los Reyes y la puertorriqueña Matilde Palau. Creció en Las Vegas, Nevada. Sus hermanos son Walfredo Reyes Jr. y Daniel de los Reyes. Estuvo casado con la actriz Sherri Saum desde 2007 y tuvieron gemelos. Tenía un hijo de una relación anterior.
Murió de cáncer el 24 de diciembre de 2023, a los 56 años, en Los Ángeles, California, rodeado de su familia.

## Filmografía
| Año       | Título                                | Rol                               | Notas                                                                             |
| --------- | ------------------------------------- | --------------------------------- | --------------------------------------------------------------------------------- |
| 1994      | The Corpse Had a Familiar Face        | Puertorriqueño                    | TV movie                                                                          |
| 1994      | Valley of the Dolls                   | Ray Ariaz                         | 65 episodios                                                                      |
| 1995      | ER                                    | Hernandez                         | 3 episodios                                                                       |
| 1995-2009 | One Life to Live                      | Antonio Vega                      | Recurrente                                                                        |
| 1996      | New York Undercover                   | Luis                              | 2 episodios                                                                       |
| 1996      | Swift Justice                         | Palo Montega                      | Episodio: "No Holds Barred"                                                       |
| 1998      | our Corners                           | Tomas Alvarez                     |                                                                                   |
| 1998      | Blood on Her Hands                    | Gavin Kendrick                    | Película para televisión                                                          |
| 1998-1999 | Promised Land                         | León Flores                       | 4 episodios                                                                       |
| 1999      | Total Recall 2070                     | Jack Brant                        | 2 episodios                                                                       |
| 1999      | Touched by an Angel                   | Eddie Testaverde                  | Episodio: "Godspeed"                                                              |
| 1999      | Early Edition                         | Ramon Archiletta                  | Episodio: "Take Me Out to the Ball Game"                                          |
| 2000      | The 27th Annual Daytime Emmy Awards   | Él mismo                          | Especial para televisión                                                          |
| 2001      | The 28th Annual Daytime Emmy Awards   | Él mismo                          | Especial para televisión                                                          |
| 2001      | The Way She Moves                     | Nicholas                          | Película para televisión                                                          |
| 2003      | The 29th Annual Daytime Emmy Awards   | Él mismo                          | Película para televisión                                                          |
| 2003      | Undefeated                            | Jose Beveagua                     | HBO TV movie                                                                      |
| 2004      | The 31st Annual Daytime Emmy Awards   | Él mismo                          | Especial para televisión                                                          |
| 2004      | SOAPnet Reveals ABC Soap Secrets      | Él mismo                          | Película documental                                                               |
| 2005      | The 32nd Annual Daytime Emmy Awards   | Él mismo                          | Especial para televisión Presentado por Outstanding Young Actor in a Drama Series |
| 2005      | Law & Order                           | Aberto Moretti                    | Episodio: "Dining Out"                                                            |
| 2006      | Wheel of Fortune                      | Él mismo - celebridad concursante | Episodio: "Soap Stars 1"                                                          |
| 2006      | SoapTalk                              | Él mismo                          | 2 episodios                                                                       |
| 2007      | 6ABC Boscov's Thanksgiving Day Parade | Él mismo                          | Película para televisión                                                          |
| 2008      | Paula's Party                         | Él mismo                          | 1 episodio                                                                        |
| 2009      | CSI: Miami                            | Jason Molina                      | Episodio: "Collateral Damage"                                                     |
| 2009      | Law & Order: Criminal Intent          | Teru                              | 2                                                                                 |
| 2011      | The Mentalist                         | Omar Vega                         | Episodio: "Pink Tops"                                                             |
| 2011      | Reed Between the Lines                | Anthony Guillory                  | 3 episodios                                                                       |
| 2013      | Blue Bloods                           | Santana                           | 2 episodios                                                                       |
| 2013      | Pretty Little Liars                   | Dominic Russo                     | Episodio: "Into the Deep"                                                         |
| 2014      | Major Crimes                          | Dr. Enrique Cabrera               | Episode: "Frozen Assets"                                                          |
| 2015      | Castle                                | Manuel Villalobos                 | Episode: "Private Eye Caramba!"                                                   |
| 2016      | Kingdom                               | Detective Poole                   | Episodio: "Take Pills"                                                            |
| 2016      | Shooter                               |                                   | Episodio: "Recon by Fire"                                                         |
| 2017      | Sleepy Hollow                         | Job                               | 13 episodios                                                                      |
| 2017      | Home and Family                       | El mismo                          | Episodio: "Carla Jimenez/Kamar de los Reyes/Shirley Chung/King"                   |
| 2018      | MacGyver                              | Capitán Delarosa                  | Episodio: "Wind + Water"                                                          |
| 2018      | The Gifted                            | Sebastian Diaz                    | Episodio: "coMplications"                                                         |
| 2018      | SEAL Team                             | Comandante Salas, Padre           | 2 episodios                                                                       |
| 2019      | The Passage                           | Julio Martinez                    | 3 episodios                                                                       |
| 2021      | The Rookie                            | Ryan Caradine                     | 5 episodios                                                                       |
| 2022-2023 | All American                          | Coach Montes                      | 7 episodios                                                                       |
| 2025      | Daredevil: Born Again                 | White Tiger/Hector Ayala          | 3 episodios / Estreno póstumo                                                     |

| Año  | Película                                        | Rol                         | Notas                       |
| ---- | ----------------------------------------------- | --------------------------- | --------------------------- |
| 1988 | Salsa                                           | Bailador                    | acreditado como Kamar Reyes |
| 1989 | Ghetto Blaster                                  | Chato                       |                             |
| 1989 | East L.A. Warriors                              | Paulo                       | acreditado como Kamar Reyes |
| 1990 | Coldfire                                        | Nick                        |                             |
| 1991 | Lethal Ninja                                    | Sonny                       | Direct-to-video             |
| 1992 | The Silencer                                    | Boxeador                    |                             |
| 1993 | Street Knight                                   | Fumador                     |                             |
| 1993 | Da Vinci's War                                  | Bailaor latino              |                             |
| 1993 | Fatherhood                                      | Traficante #2               |                             |
| 1995 | Nixon                                           | Eugenio Martinez            |                             |
| 1996 | Daedalus Is Dead                                | Wilson Ortiz                | Cortometraje                |
| 1997 | In Search of a Dream                            | Marcos                      |                             |
| 2000 | Mambo Café                                      | Manny                       |                             |
| 2000 | The Cell                                        | Oficial Alexander           |                             |
| 2004 | One Life to Live's: Daytime's Greatest Weddings | Antonio Vega                | Película documental         |
| 2005 | Love and Suicide                                | Tomas                       |                             |
| 2005 | Cayo                                            | Iván joven                  |                             |
| 2010 | Salt                                            | Agente del Servicio Secreto |                             |
| 2013 | Hot Guys with Guns                              | Productor                   |                             |
| 2014 | LA Apocalypse                                   | Carlos Dorado               |                             |
| 2016 | Abducted: The Story of Jocelyn Shaker           | Javier                      |                             |
| 2017 | Amelia 2.0                                      | Vaughn                      |                             |
| 2017 | First Strike Butcher Knife                      |                             | Cortometraje                |

| Año  | Título                     | Rol           |
| ---- | -------------------------- | ------------- |
| 2012 | Call of Duty: Black Ops II | Raul Menendez |
| 2018 | Call of Duty: Black Ops 4  | Raul Menendez |
| 2022 | Call of Duty: Vanguard     | Raul Menendez |